# TLN Network
Ne doit pas être confondu avec Telelatino.
TLN Network (Televisa Novelas) est une chaîne de télévision payante lancée le 23 novembre 2009 et appartenant à Televisa qui diffuse principalement des telenovelas et comédies mexicaines doublées en langue portugaise au Brésil, en Angola, au Mozambique et au Cap-Vert.

## Histoire
Crée en 2009, la chaîne est diffusée au Brésil jusqu'en 2011, distribuée par l'opérateur brésilien Oi TV (pt).
À la suite d'un changement dans les règlements audiovisuels au Brésil, la loi fédérale 12.485/11 oblige à la chaîne à diffuser un certain pourcentage de programmes d'origine brésilienne (sa diffusion se composait à 100 % de telenovelas et séries mexicaines à l'époque). La chaîne a été retirée au Brésil le 10 février 2013[réf. nécessaire] et les droits exclusifs de la diffusion des telenovelas produites par Televisa ont été accordés à la chaîne généraliste SBT.
Depuis 2019, TLN Network fait partie du bouquet de chaînes en direct de la plateforme Guigo TV en territoire brésilien.